# 朱雀一号运载火箭
朱雀一号运载火箭（英語：Zhuque-1）是中国民营航天企业蓝箭航天研制的直径1.35米、高19米的小型三级固体运载火箭。
朱雀一号运载火箭于2018年10月27日在酒泉卫星发射中心搭载微小卫星“未来号”发射升空，是中国第一型首飞的民营航天轨道级运载火箭。但火箭三级工作约37秒后姿态控制力异常、推进剂提前耗尽，致其速度小于入轨速度而最终坠入印度洋。
朱雀一号因生产、总装都在湖州进行，又被称为“朱雀·南太湖号”。